# 卡温顿 (华盛顿州)
卡溫頓（Covington）位於美國華盛頓州金郡。2010年美國人口普查時人口為17,575人，在2010年以前，卡溫頓為卡溫頓伐木場（Covington-Sawyer-Wilderness）普查規定居民點的一部份。

## 外部連結
- City of Covington